# Lecontellus byturoides
Lecontellus byturoides is een keversoort uit de familie bastaardsnuitkevers (Nemonychidae). De wetenschappelijke naam van de soort werd in 1880 gepubliceerd door John Lawrence LeConte.